# Röttingen

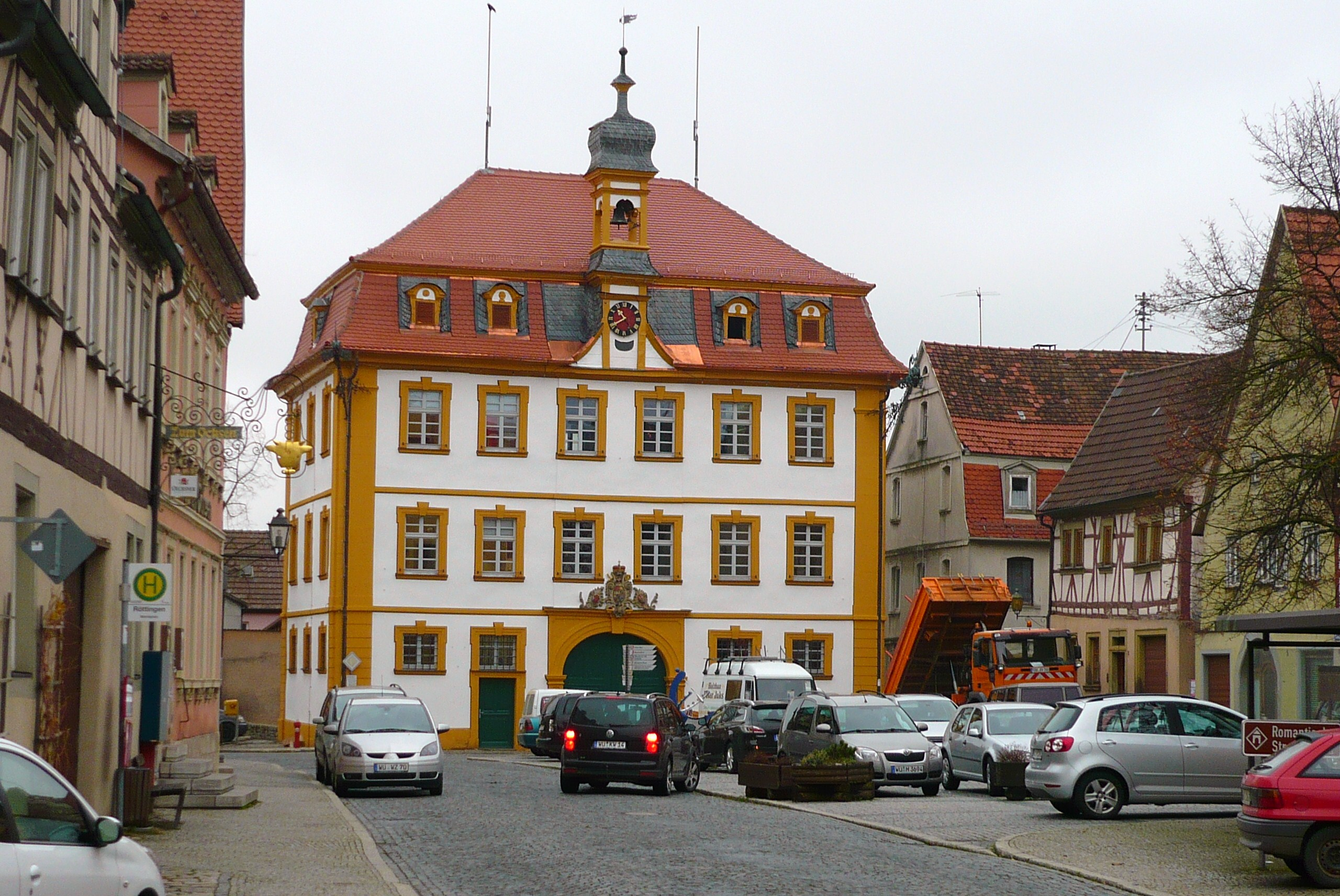
Röttingen

Röttingen este un oraș din Franconia Inferioară, landul Bavaria, Germania.